# Piton Haüy
Pour les articles homonymes, voir Piton (homonymie) et Haüy.
Le piton Haüy (\a.y.i\), anciennement cratère Hauy, est une petite structure géologique composée de deux cônes volcaniques et située sur l'île de La Réunion, sur les flancs du piton de la Fournaise, le volcan actif de cette île.

## Géographie

### Situation
Le piton Haüy est situé sur l'île de La Réunion, un département d'outre-mer français de l'océan Indien, dans le centre du massif du Piton de la Fournaise, plus précisément à l'ouest du sommet du piton de la Fournaise, dans le nord-est de la plaine des Sables, un plateau désertique recouvert de débris volcaniques. Il est situé à l'extrémité sud-ouest de la commune de Sainte-Rose dont le chef-lieu est situé sur la côte Est de l'île.
Il est encadré au nord par la plaine du Fond de la Rivière de l'Est, à l'est par la falaise du rempart de Bellecombe, au sud par le Demi-Piton, au sud-ouest par la plaine des Sables et à l'ouest par la falaise du rempart des Sables. La route forestière menant au Pas de Bellecombe, principal lieu de départ de randonnée vers le piton de la Fournaise, passe à proximité du piton Haüy, non loin de son flanc Sud-Est, de même que la section du GR R2 nommée sentier Josémont qui passe sur ses flancs Sud-Ouest, Sud et Sud-Est en empruntant le col Lacroix qui marque la séparation entre le piton Haüy et le Demi-Piton.

### Topographie
Le piton Haüy est composé de deux cônes volcaniques imbriqués. Le plus grand qui culmine à 2 407 mètres d'altitude est en forme de fer à cheval ouvert en direction du nord, donnant directement sur la rampe Quatorze qui le relie au Fond de la Rivière de l'Est. Le plus petit qui culmine quant à lui à 2 345 mètres d'altitude est inscrit à l'intérieur du cratère du plus grand et se présente sous la forme d'un petit cône volcanique régulier. La plaine des Sables culminant à cet endroit à environ 2 300 mètres d'altitude, le piton Haüy domine les environs d'une centaine de mètres de hauteur.

### Faune et flore

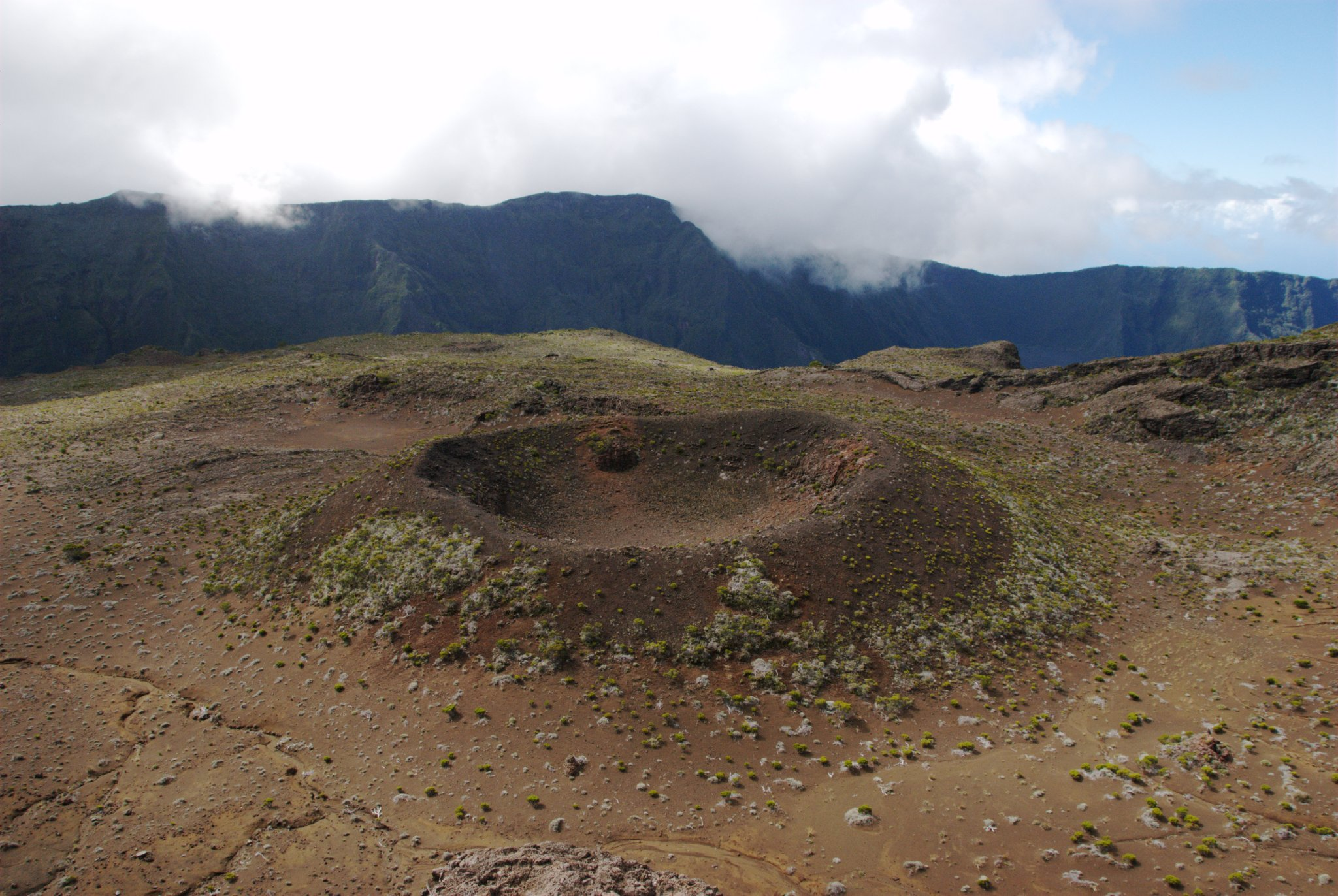
Le petit cône volcanique du piton Haüy vu depuis le plus grand. Au second plan le gouffre du Fond de la Rivière de l'Est.

Le piton Haüy est quasi intégralement dénudé de toute végétation, seuls les flancs du petit cône sont partiellement couverts de broussailles.

### Climat
Malgré la latitude à laquelle est située La Réunion et qui induit un climat tropical sur la majorité de l'île, l'altitude élevée à laquelle est situé le piton Haüy le contraint à subir un climat plus rigoureux. Ainsi, lors de l'hiver austral qui dure des mois d'avril à septembre, les températures peuvent descendre sous les dix degrés Celsius la nuit, provoquant l'apparition de givre ou de glace.

### Géologie
Le piton Haüy est composé de laves basaltiques.